# General Atomics

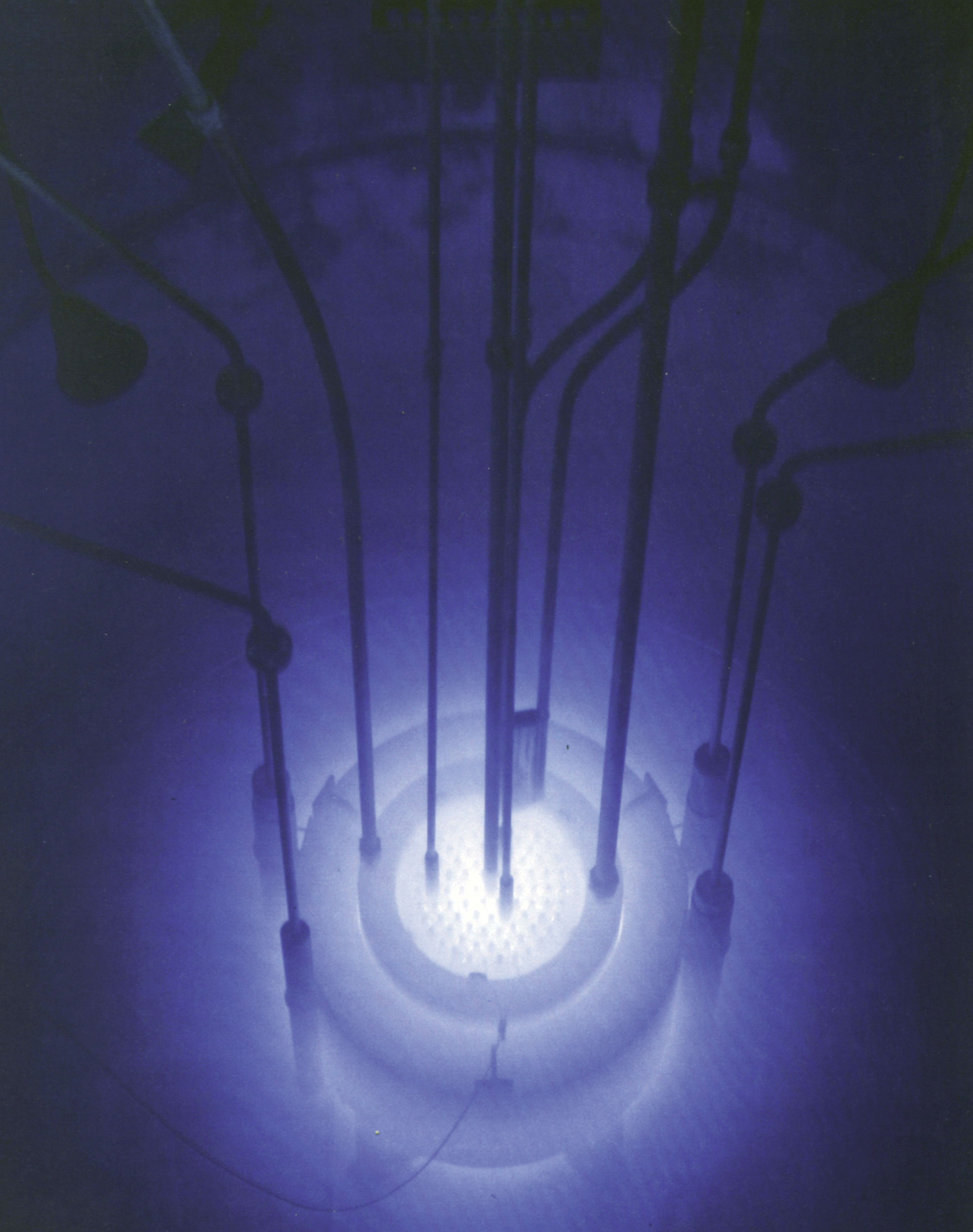
Efekt Czerenkowa w reaktorze TRIGA - jednym z pierwszych produktów firmy General Atomics

General Atomics – amerykańskie prywatne przedsiębiorstwo przemysłu jądrowego, obronnego i aeronautycznego, z siedzibą w San Diego. Zatrudnia około 8000 osób.
Firma powstała w 1955 jako część General Dynamics zajmująca się przemysłem jądrowym. Obecnie firma jest wiodącym producentem urządzeń i systemów z zakresu techniki jądrowej i laserowej oraz zdalnych pojazdów latających, czujników i systemów bezprzewodowych.
Jednym z pierwszych projektów i produktów firmy były reaktory jądrowe TRIGA.
GA i jej spółki zależne mieszczą się w takich miastach jak: Berlin, Drezno (holding Spezialtechnik-Group Dresden), Adelaide (Heathgate Resources Pty, Ltd.), Waszyngton, Denver (Cotter, ConverDyn), Los Alamos, Oklahoma City, Tupelo, Ogden, Englewood (Rio Grande Resources Corp.).